# Danell Nicholson
Danell Nicholson (ur. 15 listopada 1967 w Chicago) – amerykański bokser w wadze ciężkiej.

## Kariera amatorska
Reprezentował Stany Zjednoczone na igrzyskach olimpijskich w Barcelonie.

## Kariera zawodowa
Pierwszą zawodową walkę stoczył w październiku 1992. Podczas jedenastoletniej przygody na zawodowym ringu zmierzył się z 47 bokserami.
25 października 2014, podczas gali w Częstochowie, zmierzył się z Andrzejem Gołotą. Był to 4-rundowy pojedynek pokazowy.